# 선진엔지니어링
(주)선진엔지니어링종합건축사사무소는 토목과 건축분야에서 설계서비스와 감리서비스를 제공하는 대한민국 기업이다.
상하수도, 환경, 도시, 조경, 도로, 지반∙터널, 교통, 수자원, 신재생에너지, 전력 등의 엔지니어링 분야와 더불어, 건축설계, 건축감리, Construction Management, 운영사업, 개발사업 등을 사업 분야로 하고 있다. 국내외에서 1만 건 이상의 프로젝트를 성공시켜온 경험과 기술로, 고객에게 보다 합리적이고 효율적인 대안을 제시해 오고 있다.